# جوستینو دورانو
جوستینو دورانو (ایتالیایی: Giustino Durano؛ ‏ ۵ مهٔ ۱۹۲۳ – ۱۷ فوریهٔ ۲۰۰۲) بازیگر اهل ایتالیا بود. 
از فیلم‌ها یا برنامه‌های تلویزیونی که وی در آن نقش داشته است، می‌توان به من، من، من… و دیگران و زندگی زیباست اشاره کرد. دورانو در سال ۱۹۹۸ برنده جایزه انجمن ملی فیلم ایتالیا بهترین بازیگر نقش مکمل مرد شده است.